# Stratford Town Hall
 (mai 2025).
L'hôtel de ville de Stratford est un bâtiment municipal situé à Stratford, dans l'est de Londres. Il s'agit d'un bâtiment classé Grade II.

## Histoire
Au milieu du XIXe siècle, le conseil local de santé de West Ham s'était réuni à Rokeby House à Broadway,. Suite à une croissance rapide de la population locale causée par l'expansion industrielle, les dirigeants municipaux ont décidé de construire un édifice municipal : le site choisi pour le nouveau bâtiment était un terrain ouvert au coin de Broadway et de West Ham Lane.
Le nouveau bâtiment, conçu par Lewis Angell et John Giles dans le style italien, a été achevé en 1869. Il comprenait une tour carrée avec une coupole avec une girouette de 30 mètres de haut. Les pièces principales comprenaient une salle de conseil et une salle de réunion richement décorée par le designer français Mons Boekbinder,. La conception du bâtiment a été décrite par l'Illustrated London News, en 1869, comme le « plus beau bâtiment de l'Essex » et par Pevsner, en 1973, comme un « cinquecento voûté dégradé ».
La première pierre d'une extension le long de West Ham Lane a été posée en 1885 ; l'extension était destinée à accueillir un palais de justice et des cellules de prison. Le bâtiment est devenu le siège du nouveau district municipal de West Ham en 1886 et, après être devenu le centre administratif du district du comté de West Ham en 1889, il est devenu le siège de la première administration municipale du Parti travailliste en 1898.
L'hôtel de ville a continué d'être le siège du comté pendant une grande partie du XXe siècle, mais a cessé d'être le siège du gouvernement local après la formation du London Borough of Newham en avril 1965. Il a continué à servir de lieu d'événements et de concerts et parmi les artistes figurait le groupe The Who, en mai 1965. Il a également servi de bureaux au département de l'éducation du conseil de Newham jusqu'à ce qu'un incendie majeur se déclare, causant des dégâts considérables le 26 juin 1982. Restauré, il a été rouvert par la reine Elizabeth II comme centre de conférence le 16 juillet 1986.

## Liens
- Ressource relative à l'architecture :   - National Heritage List for England